# Regula 34
Regula 34 este un fenomen pe internet conform căruia există o formă de pornografie pentru orice subiect posibil. Conceptul apare frecvent sub forma artei inspirate de subiecte care, de obicei, nu sunt erotice, dar care sunt reprezentate în ipostaze sexuale. Poate include, de asemenea, scrieri, animații, imagini, GIF-uri și orice mijloace prin care internetul facilitează răspândirea.

## Istorie
Expresia Regula 34 a apărut pentru prima dată într-o ediție a unei benzi desenate din 13 august 2003, intitulată: „Regula #34 Există porno de orice. Fără excepții”. Banda a fost desenată de către TangoStari (pe numele său real, Peter Morley-Souter) pentru a-și descrie șocul când i-a văzut pe Calvin și Hobbes într-o parodie porno. Deși aceste benzi desenate au dispărut în obscuritate, legenda a devenit imediat populară pe Internet. De atunci, expresia a fost reformulată în diverse moduri și chiar a fost folosită și ca verb. O listă de „reguli ale Internetului”, creată pe 4chan, include Regula 34 într-o listă de maxime similare, cum ar fi Regula 63.
În 2008, utilizatorii de pe 4chan au postat numeroase parodii și desene animate de natură sexuală explicită care ilustrau Regula 34; în argoul 4chan, pornografia este uneori numită „regula 34” sau „pr0nz”. Dicționarul Proverbelor Moderne susține că Regula 34 „a început să apară în mesajele de pe Internet în 2008”.
Pe măsură ce Regula 34 a continuat să se răspândească pe internet, unele publicații tradiționale au început să o menționeze. Un articol din The Daily Telegraph din 2009 a enumerat Regula 34 pe locul trei într-o listă a regulilor și legilor internetului. Un articol publicat de CNN din 2013 a afirmat că Regula 34 era „probabil cea mai cunoscută regulă a internetului”, devenind parte a culturii populare. La data de 14 noiembrie 2018, un utilizator Twitch cunoscut sub numele de „Drypiss” și-a sărbătorit cea de-a 18-a aniversare postând un videoclip pe Twitter în care căuta imagini de Regula 34; ulterior, videoclipul și reacțiile sale au fost relatate de The Daily Dot.
Ficțiunea fanilor a parodiat evenimente precum alegerile prezidențiale din Statele Unite ale Americii din 2016 Blocarea Canalului Suez din 2021 și Brexit.

## Analiză
Potrivit cercetătorilor Ogi Ogas și Sai Gaddam, maxima a avut un ecou în rândul multor oameni datorită aparenței sale veridicități pentru oricine care a navigat pe internet. Ogas a spus că, în urma studiului său din 2009-2010, consolidarea industriei porno pe agregatoare video dominantă a redus vizibilitatea videoclipurilor de pe piața de nișă. Site-urile favorizează conținutul popular, fie direct, redirecționând utilizatorii către acesta, fie indirect prin dezavantajarea producătorilor mici care nu își pot permite măsuri eficiente anti-piraterie, ceea ce pune la îndoială capacitatea acestei reguli de a ține pasul cu piața.
Cory Doctorow a încheiat: „Regula 34 poate fi văzută ca un fel de critică a internetului drept o cloacă de ciudați și tocilari, dar văzută prin lentila cosmopolitismului, arată o anumită sofisticare – o abordare gurmandă a vieții”.
John Paul Stadler a concluzionat că Regula 34 reflectă codificarea parafiliilor în structuri de identitate socială.